# La Nucia
La Nucia – gmina w Hiszpanii, w prowincji Alicante, we wspólnocie autonomicznej Walencja, o powierzchni 21,36 km². W 2011 roku liczyła 19 135 mieszkańców.